# Giovanni XXIII (metropolitana di Catania)
Giovanni XXIII è una stazione della metropolitana di Catania, posta sulla tratta metropolitana che si dirama dalla stazione di Galatea, e che quindi si discosta dal vecchio tracciato di superficie, in direzione dell'aeroporto, penetrando all'interno del centro cittadino.
Essa è di tipologia sotterranea, ed è gestita dalla Ferrovia Circumetnea.

## Storia
La costruzione iniziò nel novembre del 2001 con uno scavo di penetrazione a cielo aperto sulla parte a nord-est dell'omonima piazza. I lavori furono ritardati da varie vicende tecniche ed economiche. Il tratto da Galatea a Giovanni XXIII subì una prima interruzione degli scavi a causa di una condotta fognaria non prevista nel progetto esecutivo. Nel 2003, ripresi i lavori, vennero interrotti a causa di una ristrutturazione edilizia che aveva consolidato le fondamenta di un edificio in viale Africa non tenendo conto della prossimità degli scavi della galleria; per non minare la stabilità della struttura si dovette riprogettare il tratto di galleria, bandendo un nuovo appalto, con ulteriore allungamento dei tempi di costruzione. Tale tratto di tunnel fu ultimato nel 2015 impiegando una tecnica avanzata, che riduceva le sollecitazioni agli edifici sovrastanti. Il tunnel fu allacciato al tratto Borgo-Galatea e Giovanni XXIII-Stesicoro nel 2016. La fermata venne ultimata nei primi giorni di dicembre 2016 ed inaugurata il 20 dicembre dello stesso anno.

## Struttura
La stazione è la più grande tra quelle esistenti. Fu ultimata e inaugurata contestualmente alla nuova tratta Borgo-Nesima il 30 Marzo 2017. Le uscite principali portano alla sovrastante piazza tramite rampe di scale fisse e mobili e ascensori. Altre uscite portano sul marciapiede sud di Viale Africa, tramite un breve sottopassaggio pedonale.
L'edificio si sviluppa su tre livelli, il primo in superficie dove si trovano gli accessi, il secondo è costituito da un grande atrio dove sono presenti i tornelli di accesso, i distributori automatici di titoli di viaggio e alcuni locali commerciali; da qui tramite due rampe di scale fisse e mobili e ascensori si raggiunge il terzo livello dove sono presenti le banchine di accesso alle carrozze; questi due ultimi livelli si trovano sottoterra. I colori identificativi dei rivestimenti sono il bianco e il grigio, e richiamano la bicromia tipica del barocco etneo; le insegne sono color turchese.

### Criticità
Con l'inaugurazione, è stata soppressa la fermata di Stazione FS all'interno della stazione centrale RFI posta al margine del fascio binari e raggiungibile attraverso apposito sottopassaggio. Questo ha creato una criticità nell'interscambio tra le due infrastrutture, che adesso avviene all'esterno di P.zza Giovanni XXIII, costringendo i viaggiatori ad uscire in superficie e percorrere un ampio tratto di marciapiede scoperto esposto alle intemperie.
In progetto è prevista la creazione di un sottopasso pedonale tra la fermata metropolitana e la futura stazione interrata di Catania Centrale nell'ambito del riammodernamento del passante ferroviario di Catania.

## Nodo di scambio "Giovanni XXIII"
La fermata è il più importante nodo intermodale dell'intera linea e permette l'interscambio viaggiatori, tramite la stazione di Catania Centrale, con i servizi ferroviari a lunga percorrenza e regionali e, nella stessa piazza, con gli autobus urbani AMT dei quali si trova il capolinea nº 4(linee 421, 431N, 431R, 433, 439, 442, 530, 534, 628N, 628R, 902, 927, ALIBUS, L-EX, BRT5) e, nelle autostazioni adiacenti con gli autobus suburbani ed extraurbani dell'Azienda Siciliana Trasporti (AST), della Interbus, della SAIS, della Baltour e della Eurolines con collegamenti regionali, nazionali ed internazionali.

## Servizi
La stazione è dotata di:
- Ascensori per portatori di handicap;
- Scale mobili;
- Servizio di video sorveglianza;
- Biglietteria automatica;
- Annuncio sonoro annunciante l'arrivo dei treni;
- Esercizi commerciali (non attivi).

## Interscambio
- Stazione ferroviaria di Catania Centrale
- Autostazione bus urbani dell'AMTS
- Autostazione bus suburbani ed extraurbani (AST, Interbus)
- Autostazione bus regionali, nazionali ed internazionali (SAIS, Interbus, Baltour, Eurolines)
- Stazione taxi

## Galleria d'immagini

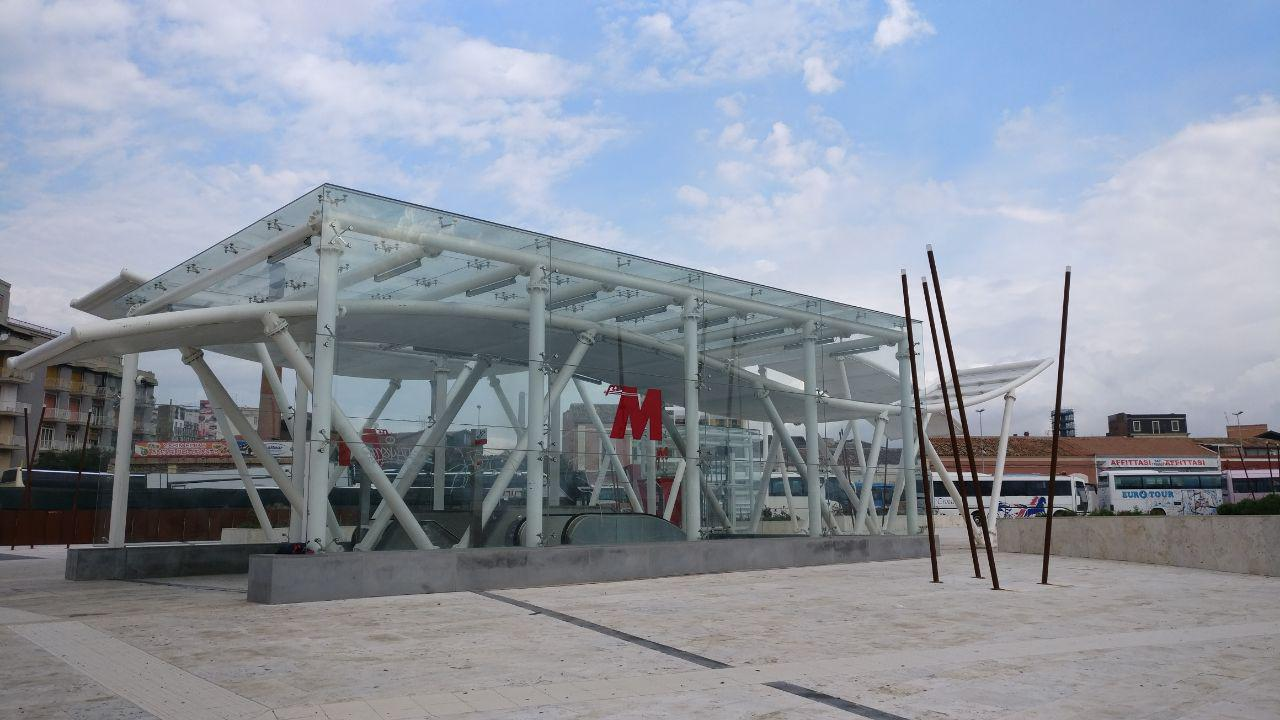
L'ingresso principale della stazione Giovanni XXIII.
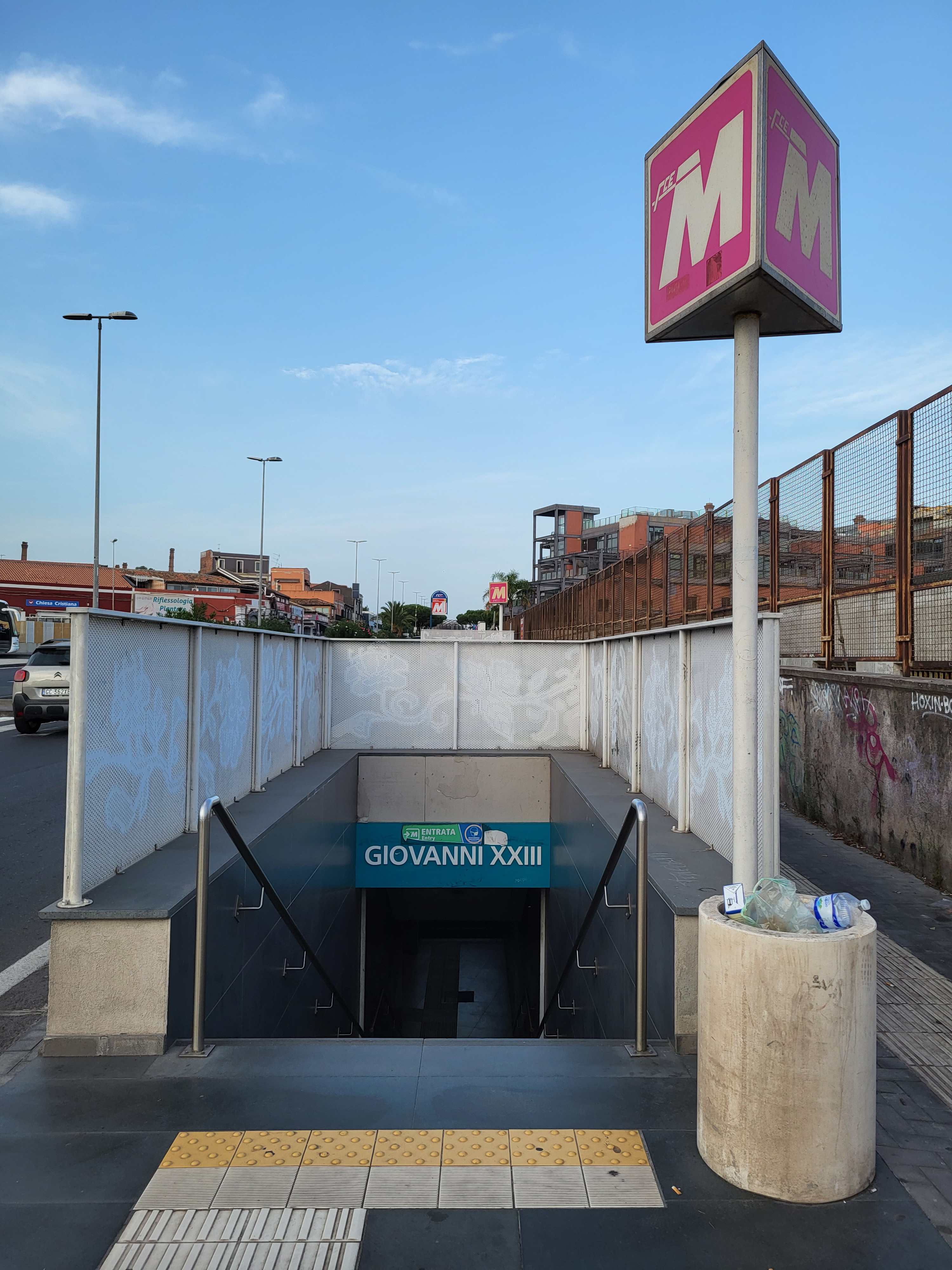
Uno degli accessi della stazione di Giovanni XXIII della Metropolitana di Catania.
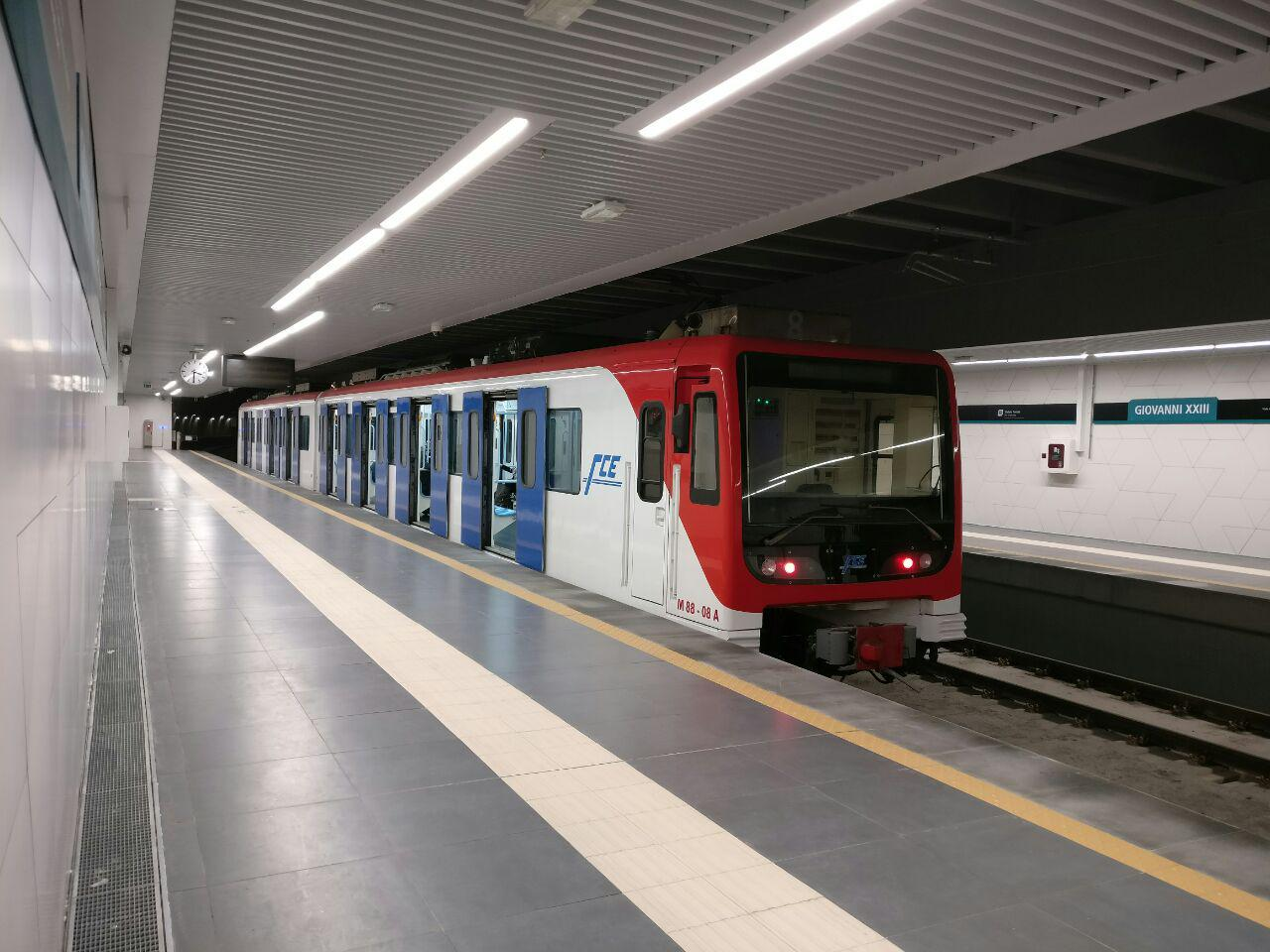
Vista del piano binari della stazione, elettrotreno M.88-08 in sosta.